# 3+1
3+1 è il terzo singolo della band tedesca OOMPH!, estratto dal loro secondo album Sperm. La copertina ritrae tre volti di donna (Il 3 del titolo) con in mezzo in basso il volto di Gesù (+1). Il titolo è anche riferito ai tre remix presenti più un inedito.

## Tracce
1. Suck-Taste-Spit (Milk Mix)
2. Feiert das Kreuz (Pope Mix)
3. Das ist Freiheit (Jailhouse)
4. Fleisch